# COPD
COPD, ook wel rokerslong genoemd, is een afkorting van de Engelse term chronic obstructive pulmonary disease, een chronisch obstructieve longziekte (er is dus een aanhoudende obstructie (vernauwing) in de longen). Het is een verzamelnaam voor de longaandoeningen chronische bronchitis en longemfyseem. Vroeger vielen deze aandoeningen samen met astma onder de verzamelnaam “CARA”, maar deze term wordt officieel niet meer gebruikt.
Bij een longaanval of exacerbatie worden de klachten plotseling erger.

## Epidemiologie
De prevalentie van COPD in Nederland is 33,6 op de 1000 (600.000 COPD-patiënten). De incidentie van COPD is 1,9 per 1000 per jaar (33.000 nieuwe patiënten) in Nederland. Jaarlijks sterven er ongeveer 6000 mensen aan COPD, dit is zo’n 4% van het totaal aantal sterfgevallen in Nederland. Hiermee behoort COPD tot de ziekten met de hoogste sterfte.

## Oorzaken
Bij chronische bronchitis zijn de oorzaken vaak ontstekingsprocessen in de kleine luchtwegen, de bronchioli. De bronchusklieren zijn vergroot, waardoor overmatig veel slijm wordt geproduceerd. Dat ontstaat door littekenvorming in de wand, het gladde spierweefsel, van de bronchiën. Door het overtollige slijm zwellen de slijmvliezen op, waardoor een gedeeltelijke obstructie van de luchtwegen ontstaat.
Bij een emfyseem is de wand van de longblaasjes (alveoli's) beschadigd. De longblaasjes zijn in trosjes met de kleine luchtwegen (bronchioli) verbonden en hebben een stugge structuur, die de luchtwegen open houden. Verliezen de bronchiolen echter hun stevigheid door de beschadigingen, dan zakken deze tijdens de uitademing in elkaar. De luchtblaasjes van de longen worden steeds verder uitgerekt, waardoor een structureel blijvende schade ontstaat.
De belangrijkste risicofactor voor COPD is het roken van tabak. In ongeveer 85% van de gevallen wordt COPD veroorzaakt door roken. Hoe dit proces precies verloopt is nog niet bekend. Uiteindelijk krijgt 10-20% van de rokers COPD. Het is niet voorspelbaar wie COPD krijgt. Hoe meer en hoe langer men gerookt heeft, hoe groter de kans op COPD. De meeste COPD-patiënten zijn ouder dan 40 jaar.
Naast roken zijn er nog andere mogelijke oorzaken van COPD. Bij ongeveer 15% van de mensen met COPD speelt langdurige blootstelling aan kleine stofdeeltjes tijdens het werk een rol (onder andere door meeroken en fijnstof). Ook kan een aangeboren enzymgebrek de oorzaak zijn van COPD. Volgens schatting hebben in Nederland tussen de 5.000 en 10.000 mensen (±2% van alle COPD'ers) deze erfelijke vorm van longemfyseem alfa-1-antitrypsinedeficiëntie.
Ook luchtvervuiling (waaronder fijnstof) is een risicofactor voor het ontwikkelen van COPD.

## Symptomen en diagnose
In de beginfase van COPD is er vooral sprake van een toename van slijmvorming en hoesten. Wanneer de ziekte voortschrijdt, raakt de structuur van de longen beschadigd en neemt de inhoud van de longen af. Bij ernstige COPD kan hierdoor, en door een afname van de kracht van ademspieren, de longfunctie met meer dan de helft verminderen. Een belangrijke klacht daarbij is kortademigheid: in eerste instantie alleen bij inspanning en in een ernstiger stadium continu.

### Symptomen
Bij COPD heeft men vooral last van chronische benauwdheid/kortademigheid, chronisch (continu) hoesten - het welbekende rokerskuchje, en overmatige slijmproductie. Bij sommige patiënten verloopt de ziekte mild, bij andere kan er sprake zijn van een snel verergerend beeld. Soms wordt de patiënt zo benauwd, dat dagelijkse bezigheden als zich aankleden of een stukje lopen bijna onmogelijk worden. De ziekte kan daardoor ernstig invaliderend zijn.

### Longaanval (exacerbatie)
Veel patiënten met COPD hebben regelmatig een longaanval, een plotselinge verergering (opvlamming, exacerbatie) van de symptomen.  Een longaanval kan mild verlopen, maar ook zo heftig zijn dat de patiënt eraan kan overlijden. De oorzaak is vaak een virus, bacterie of hyperinflatie (ophoping van lucht in de longen). De behandeling bestaat meestal uit een combinatie van een bronchodilatator (luchtwegverwijder, vaak via een vernevelaar of een inhalator) en een ontstekingsremmer (corticosteroïde).

### Diagnose
De diagnose COPD kan gesteld worden door het doen van een longfunctietest door middel van spirometrie en eventueel het maken van een CT-scan.

## Behandeling
De aandoeningen die COPD veroorzaken, kunnen niet worden genezen. De behandeling richt zich dus op het verminderen van de symptomen en het voorkomen van verslechtering.
De beste maatregel is stoppen met roken - indien de patiënt rookt. Zolang patiënten blijven roken, zal de ziekte verergeren. Door te stoppen met roken kan de versnelde afbraak van de longen en de longfunctie worden geremd.
Daarnaast kunnen de symptomen worden verlicht door medicatie: slijmoplossers om het ophoesten van slijm te vergemakkelijken, luchtwegverwijders die de luchtwegen wat wijder maken, corticosteroïden om ontstekingen te voorkomen en in geval van infecties antibiotica, om de infecties te bestrijden. Luchtwegverwijders worden vaak via een inhalator of een vernevelaar ingenomen.
In sommige gevallen kan longvolumereductie helpen; dit werkt echter alleen bij een kleine groep patiënten.
Het belang van bewegingstherapie en andere aanpassingen in levensstijl, zoals begeleiding bij het stoppen met roken en voedingstherapie, wordt steeds meer ingezien. Begeleiding bij het stoppen met roken is de meest werkzame behandeling van COPD en kan het voortschrijden van de ziekte doorbreken. Bewegingstherapie, en bij ernstige COPD ook training van ademspieren (ademspiertraining ofwel inspiratory muscle training), zijn belangrijk voor het behouden of verbeteren van de conditie. Voedingstherapie, in combinatie met bewegingstherapie, kan helpen om de neerwaartse spiraal van energietekort en ondervoeding te doorbreken. Er zijn diverse manieren om spierkracht te vergroten, waardoor er minder energie nodig is voor dezelfde activiteit. Gespecialiseerde fysiotherapeuten kunnen hierbij behulpzaam zijn, om de patiënten te begeleiden bij beweging en sport. Er zijn daarom in Nederland steeds meer fitnesscentra die dergelijke faciliteiten bieden aan COPD-patiënten.